# Liste der Monuments historiques in Le Barroux
Die Liste der Monuments historiques in Le Barroux führt die Monuments historiques in der französischen Gemeinde Le Barroux auf.

## Liste der Bauwerke
| Bezeichnung                                | Beschreibung | Standort                     | Kennzeichnung | Schutzstatus   | Datum     | Bild           |
| ------------------------------------------ | ------------ | ---------------------------- | ------------- | -------------- | --------- | -------------- |
| Kirche                                     |              | place Philémon Piquet (Lage) | PA00081958    | Inscrit        | 1976      | weitere Bilder |
| Ölmühle Mechanismus                        |              | rue du Pontin (Lage)         | PA84000046    | Inscrit        | 2006      | weitere Bilder |
| Schloss Le Barroux Schloss, Kapelle, Mauer |              | (Lage)                       | PA00081957    | Inscrit Classé | 1920 1963 | weitere Bilder |